# Lolo Ravine (Dominica)
Der Lolo Ravine ist ein kurzer Bach im Parish St. John von Dominica. Er mündet nach wenigen hundert Metern in den Maloretour River.

## Geographie
Der Lolo Ravine entspringt bei Reil Estate (⊙), verläuft nach Südwesten und mündet nach wenigen hundert Metern in den Maloretour River.